# Заслуженный работник уголовно-исполнительной системы Российской Федерации
«Заслу́женный рабо́тник уголо́вно-исполни́тельной систе́мы Росси́йской Федера́ции» — почётное звание, входящее в систему государственных наград Российской Федерации.

## Основания для присвоения
Звание «Заслуженный работник уголовно-исполнительной системы Российской Федерации» присваивается высокопрофессиональным работникам уголовно-исполнительной системы Российской Федерации за личные заслуги:
- Исполнение в соответствии с законодательством Российской Федерации уголовных наказаний и мер пресечения в виде содержания под стражей и домашнего ареста;
- Обеспечение укрепления правопорядка и законности в учреждениях, органах и организациях уголовно-исполнительной системы Российской Федерации;
- Подготовка квалифицированных кадров для учреждений, органов и организаций уголовно-исполнительной системы Российской Федерации;
- Достижение иных значимых результатов в совершенствовании деятельности учреждений, органов и организаций уголовно-исполнительной системы Российской Федерации.

Почетное звание "Заслуженный работник уголовно-исполнительной системы Российской Федерации" присваивается, как правило, не ранее чем через 20 лет с начала осуществления представленным к награде лицом профессиональной деятельности в учреждениях, органах и организациях уголовно-исполнительной системы Российской Федерации и при наличии у него наград (поощрений) федеральных органов государственной власти или органов государственной власти субъектов Российской Федерации.

## Порядок присвоения
Почётные звания Российской Федерации присваиваются указами Президента Российской Федерации на основании представлений, внесённых президенту по результатам рассмотрения ходатайства о награждении и предложения Комиссии при Президенте Российской Федерации по государственным наградам.

## История звания
Почётное звание «Заслуженный работник уголовно-исполнительной системы Российской Федерации» установлено Указом Президента Российской Федерации от 11 марта 2024 года № 183 «Об установлении почетного звания "Заслуженный работник уголовно-исполнительной системы Российской Федерации"».